# Pristimantis fenestratus
Espèce
Synonymes
- Hylodes fenestratus Steindachner, 1864
- Lithodytes cinereus Cope, 1885
- Eleutherodactylus fenestratus (Steindachner, 1864)

Statut de conservation UICN

 LC  : Préoccupation mineure
Pristimantis fenestratus est une espèce d'amphibiens de la famille des Craugastoridae.

## Répartition
Cette espèce se rencontre de 100 à 1 800 m d'altitude dans le bassin de l'Amazone :
- dans la moitié Ouest du Brésil ;
- dans l'est du Pérou ;
- dans le nord de la Bolivie.
- dans l'est de l'Équateur.
- dans le sud de la Colombie.

## Description

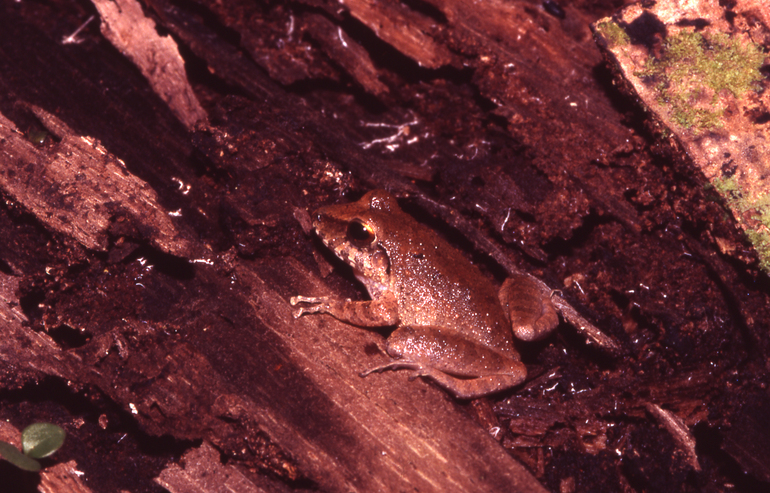
Pristimantis fenestratus

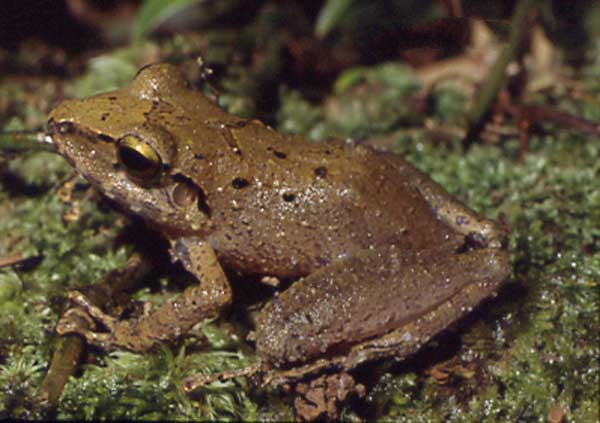
Pristimantis fenestratus

Les mâles mesurent de 26,0 à 34,7 mm et les femelles de 37,8 à 57,2 mm.

## Publication originale
- Steindachner, 1864 : Batrachologische Mittheilungen. Verhandlungen der Kaiserlich-Königlichen Zoologisch-Botanischen Gesellschaft in Wien, vol. 14, p. 239–288 (texte intégral).